# Arbore ocrotit
Arborii ocrotiți sunt exemplare izolate ce se deosebesc de marea masă a celorlalți arbori din aceeași specie cu a lor, fie prin frumusețe, fie prin vârsta pe care o au, fie prin dimensiunile lor, fie prin raritate, sau pentru faptul că au fost martorii unor evenimente istorice. 

Dudul alb de pe strada Batiştei - fotografiat primăvara

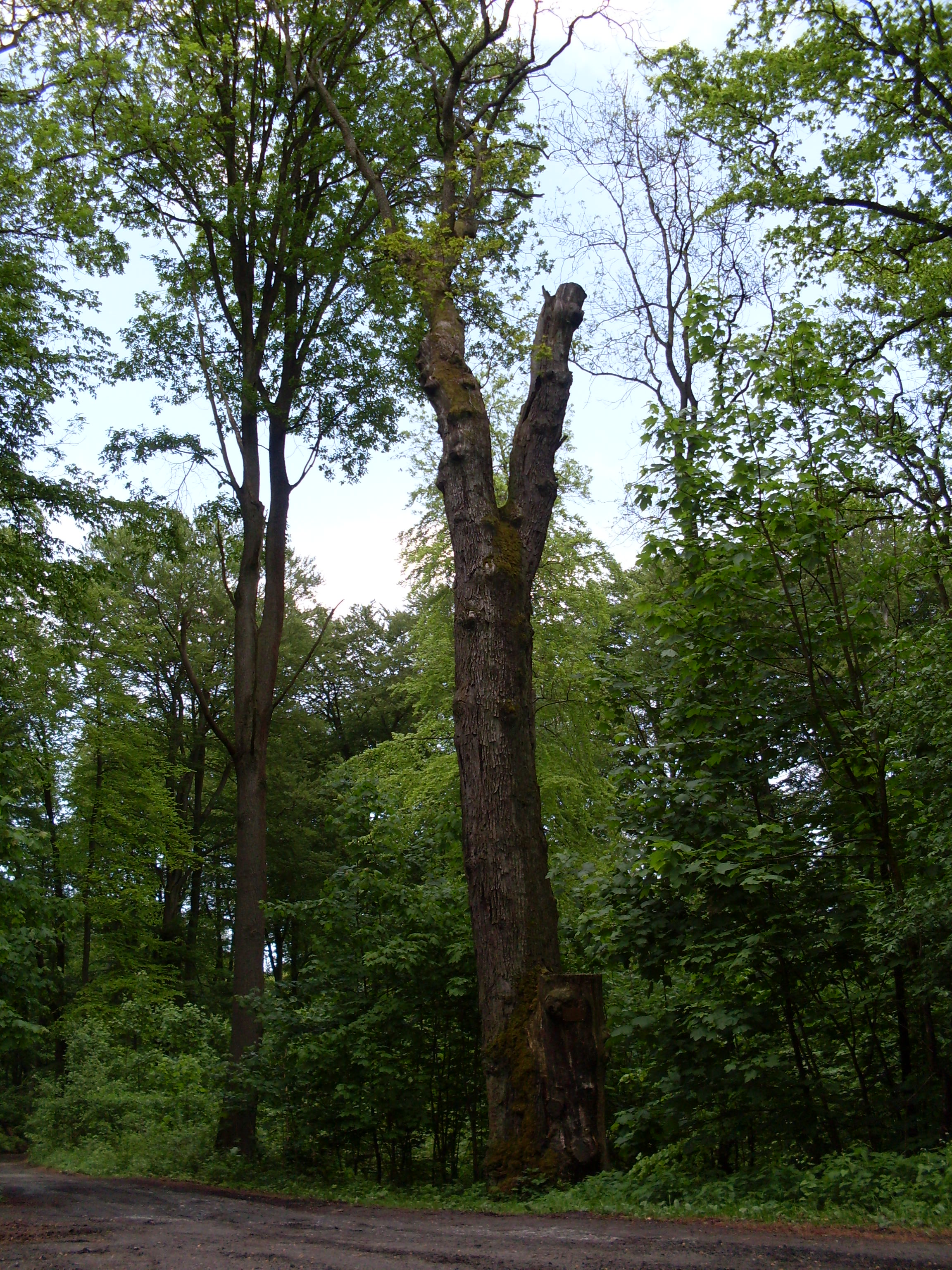
Exemplu de arbore ocrotit din Polonia

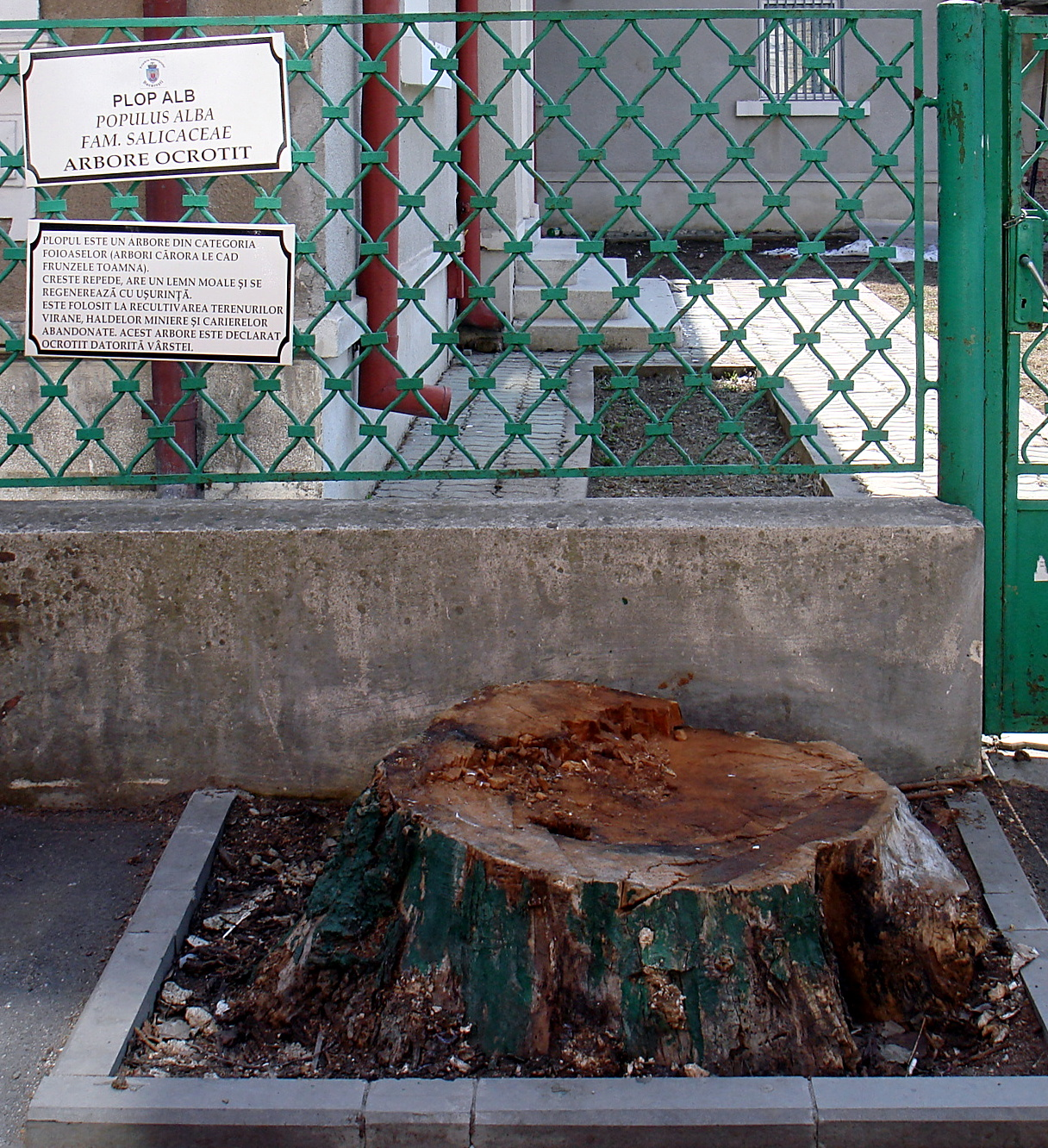
Exemplu de arbore ocrotit din Bucureşti

În continuare sunt prezentate câteva exemple de astfel de arbori care sunt ocrotiți de lege:

## Arbori ocrotiți din România
- Alunul turcesc din bulevardul George Coșbuc (București);

- Alunul turcesc din Cișmigiu (București);

- Dudul alb de pe strada Batiștei (București);

- Arborele mamut din Parcul Carol (București);

- Arborele mamut de la Băile Herculane;

- Arborele mamut din Orșova;

- Arborele mamut din Ardusat (județul Maramureș);

- Arborii pagodelor din Grădina Botanică din București;

- Arborele pagodelor exemplarul din satul Gârdani, județul Maramureș;

- Arborele pagodelor din orașul Botoșani;

- Arborele pagodelor din comuna Scheia, județul Brașov;

- Arborele pagodelor din strada Siriul Beethoven din Brașov;

- Arborele pagodelor din orașul Siret;

- Arborele pagodelor din pădurea Călinești-Cuparencu (județul Suceava);

- Bradul alb din bazinul superior al Gilortului județ Gorj;

- Castanul comestibil de la Nereju - Popești județ Gorj.

- Castanul comestibil din Tăuții de Sus județul Maramureș

- Stejarul Unirii din Roman